# Cercopis cantator
Cercopis cantator är en insektsart som först beskrevs av Schmidt 1922.  Cercopis cantator ingår i släktet Cercopis och familjen spottstritar. Inga underarter finns listade i Catalogue of Life.